# 渋谷街道

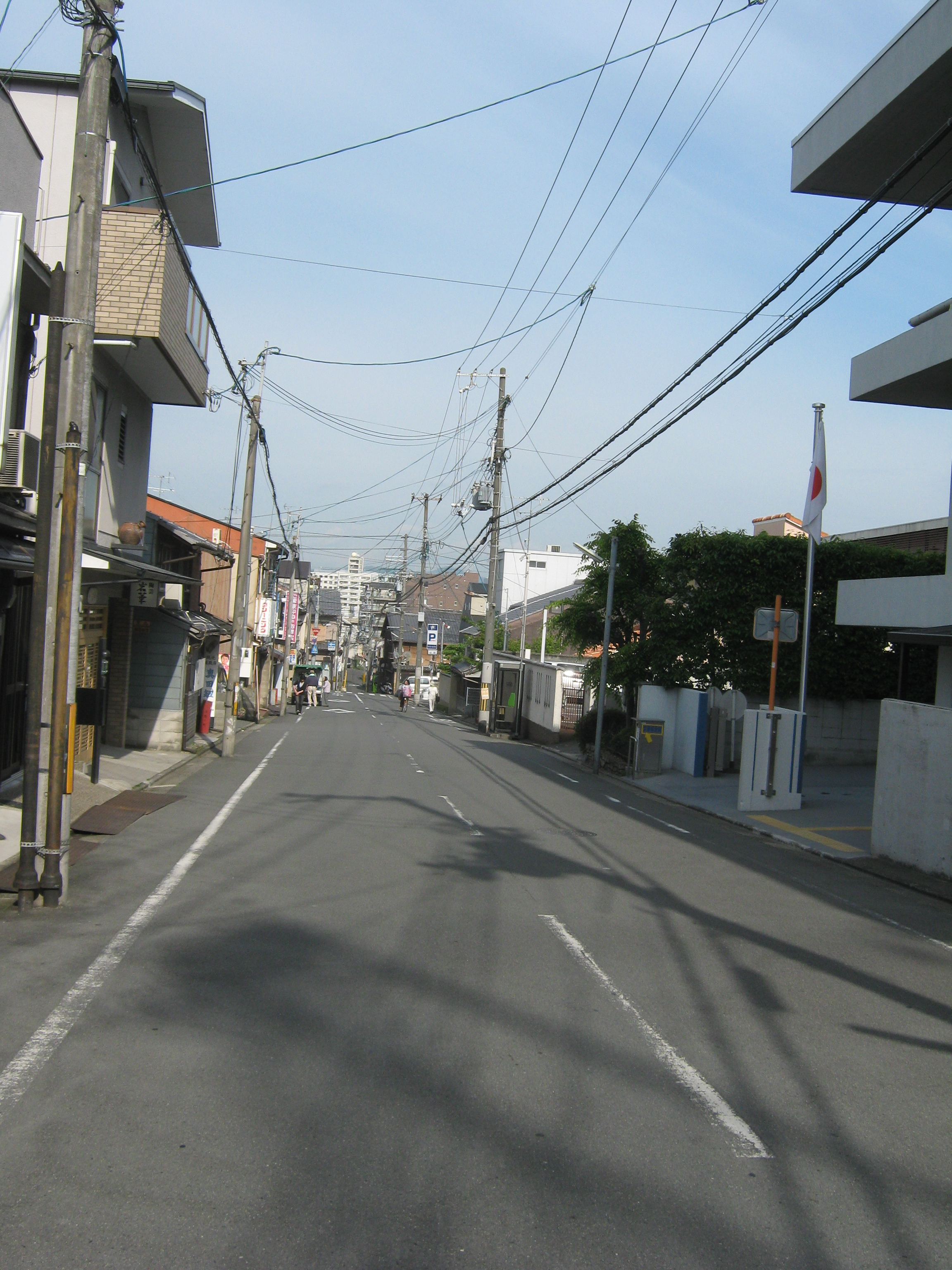
渋谷街道。東大路通の西、東山税務署前付近（京都市東山区）

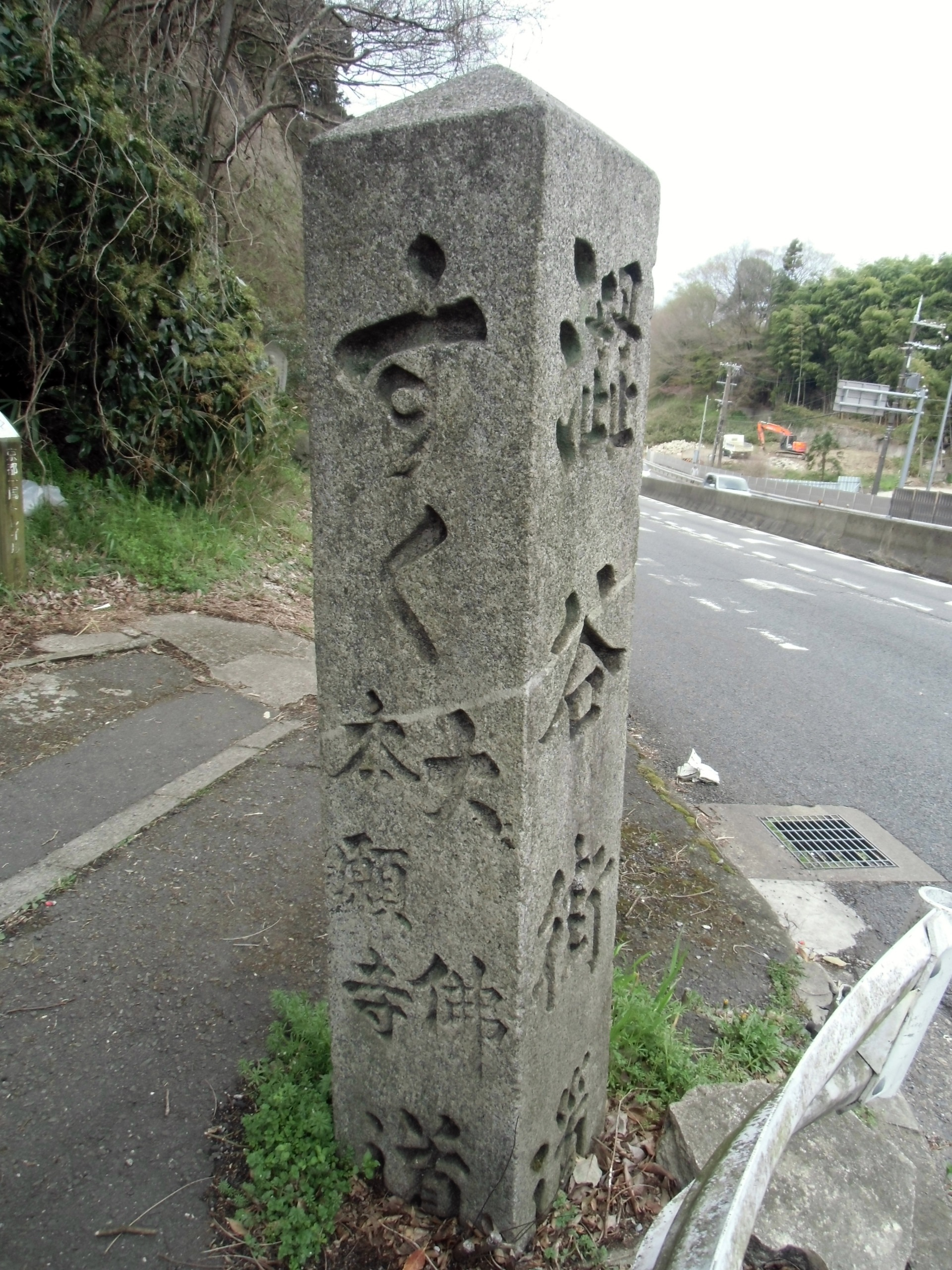
国道1号五条バイパス脇にある澀谷街道（渋谷街道）の道標

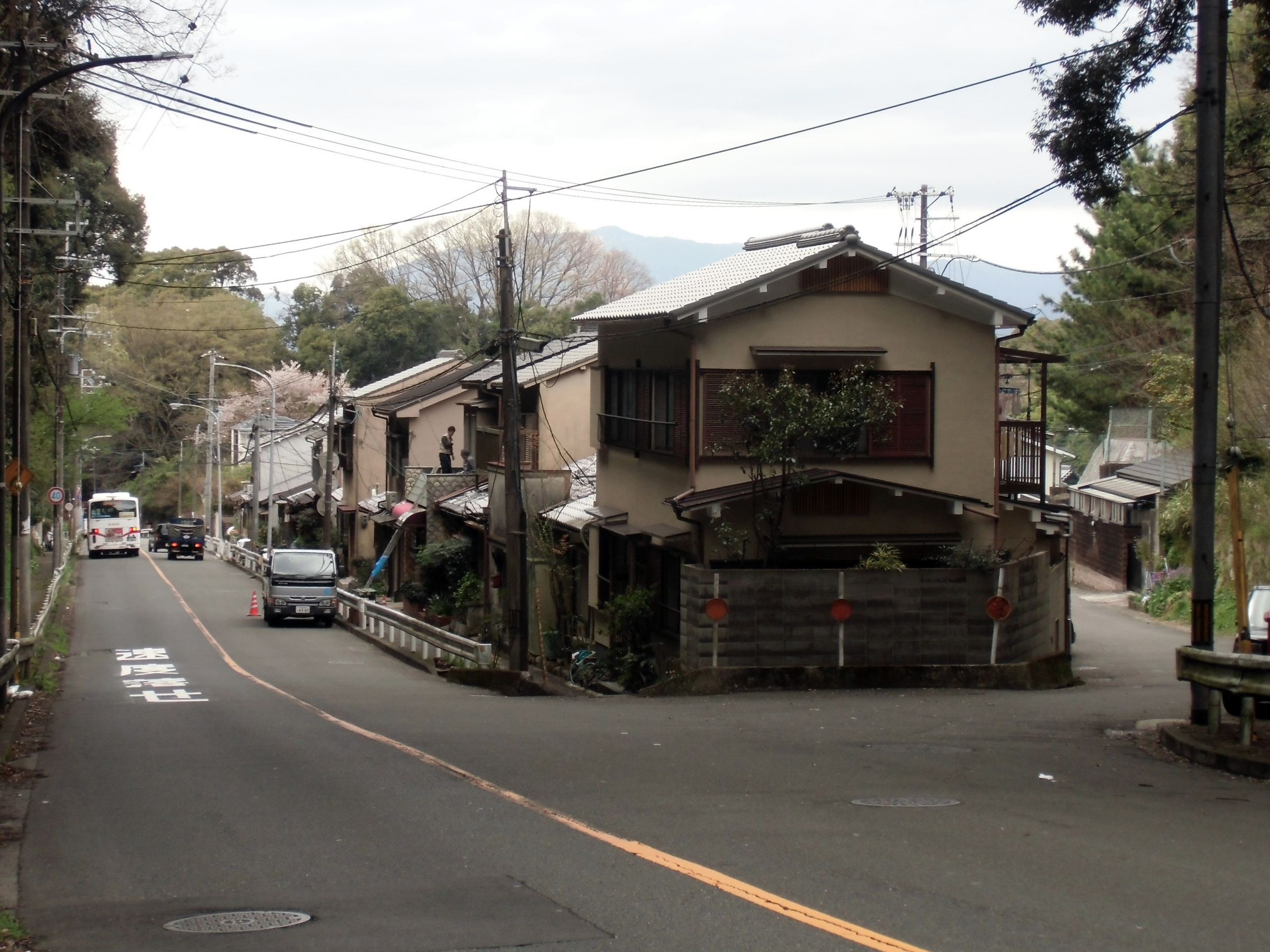
京都府道116号渋谷山科停車場線（渋谷街道：左）と京都市道渋谷通（右）

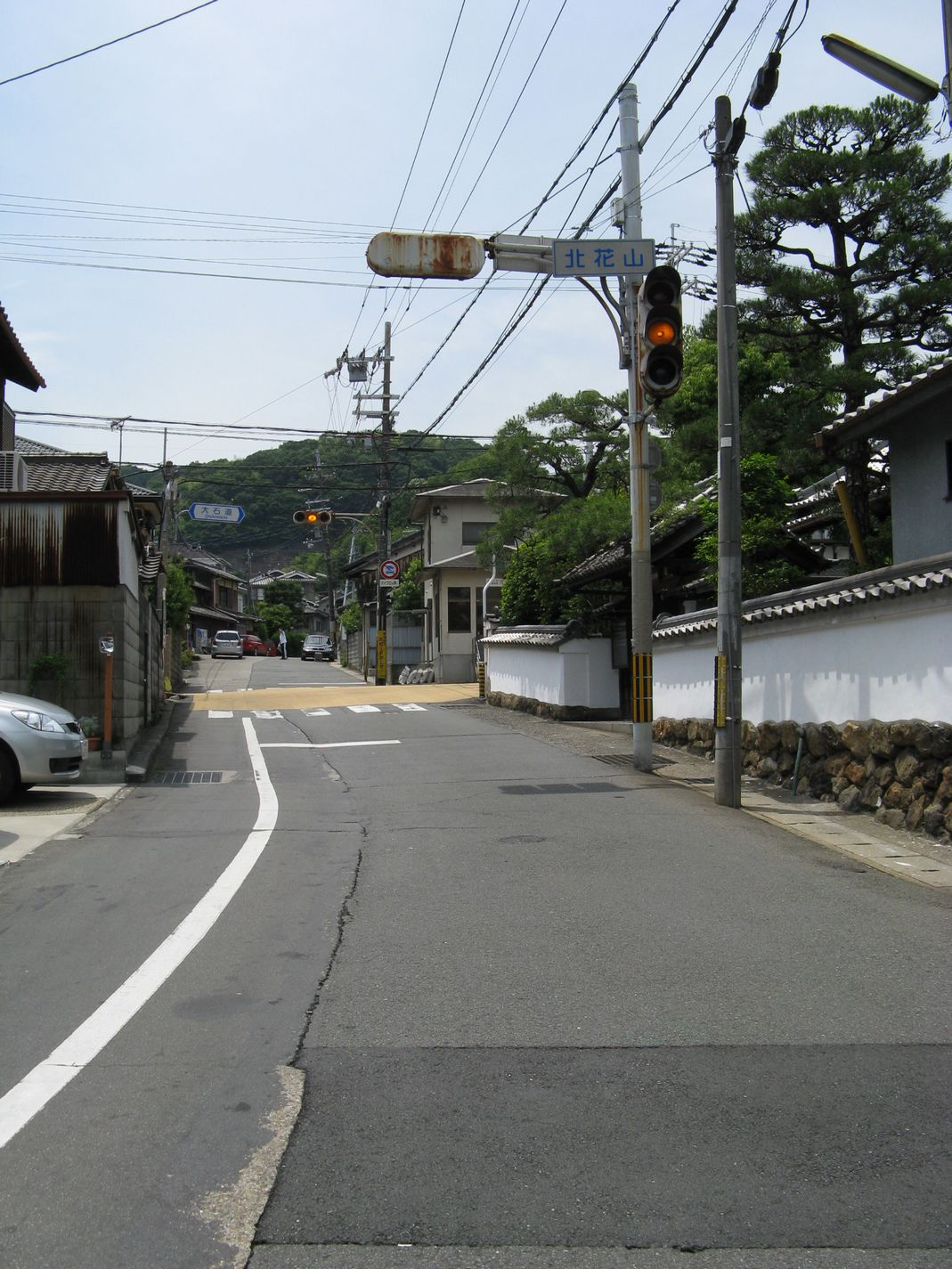
北花山交差点東方から西望（京都市山科区）

渋谷街道（しぶたにかいどう、旧字体：澁谷街道）、または渋谷通、渋谷越とは、東山を越え、洛中（京都）と山科を結ぶ京都市内の通りの一つ。

## 概要
渋谷街道は、以下の道路の通称である。
- 京都市道渋谷通（山科区上花山旭山町（花山トンネル西口） - 京都市東山区本町三丁目 本町通交点）
- 京都府道116号渋谷山科停車場線（京都市東山区 馬町交差点 - 京都市山科区 渋谷醍醐道交差点）
- 京都市道山科竹鼻緯3号線（京都市山科区 渋谷醍醐道交差点 - 京都市山科区竹鼻堂ノ前町（安祥寺川「沢橋」西））
- 京都市道山科音羽緯6号線（京都市山科区竹鼻堂ノ前町 - 京都市山科区音羽八ノ坪 奈良街道交点）
  - 東山区内の「京都市道渋谷通」と「京都府道116号渋谷山科停車場線」は一部が重複しているが、上馬町・清閑寺池田町の区間については、市道は旧道区間、府道は新道区間がそれぞれ指定されている[1]。

## 名称について
渋谷は、元々は滑谷（しるたに、汁谷、瀋谷などとも記される）と言われ、沢の水が絶えず落ち葉などとあいまって非常に滑りやすい道となっていたことに由来する。古くは久々目路（くくめぢ）、苦集滅道（くずめぢ）とも称した。また、小松谷正林寺の山門から西側の通りは馬町通（うままちどおり）とも呼ばれる。明治時代に発行された地形図（地図）には渋谷越街道と記されていた。
路線の通称としては、京都市道が「渋谷通」、「京都府道116号渋谷山科停車場線」が「渋谷街道」と分かれている。なお「京都府道116号渋谷山科停車場線」の東山区側は都市計画道路「II・III・4 渋谷越」として整備されたため、都市計画図には「京都府道116号渋谷山科停車場線（渋谷越）」と表記されている。

## 沿革
東国から平安京（洛中）に至る古くからの街道（東国路）であり、大津へ抜ける最短の間道として、平安時代から中世にかけては軍事的に重要であったとされ、軍記物語の『保元物語』に「久々目路」、『太平記』に「苦集滅道」の文字をみることができる。承久の乱の後、鎌倉幕府の六波羅探題がこの道の京都側（六波羅）に設置されたことで、東国から京への入口として重要性が高まることになった。
元弘の乱で六波羅探題が滅び、近世になってから北に位置する日ノ岡越（三条街道、現・京都府道143号四ノ宮四ツ塚線）が東海道として主要幹線に位置付けられると、滑谷越（汁谷越）は東海道の脇往還（脇街道）として、南方の滑石越（現・京都府道118号勧修寺今熊野線）と共に広く利用されていた。
延享4年（1747年）1月から8月にかけて、清水寺領五条坂安祥院住持の木喰正禅養阿上人が渋谷峠の狭隘部分を55間（約100m）切り開け、高さを切り下げる工事を施しており、それなりに往来はあったものと思われる。なお、木喰正禅は享保21年（1736年）1月から元文3年（1738年）11月まで約3年間の月日を費やして、前出の日ノ岡越においても同様の街道改修工事を実施している。
明治32年（1899年）2月18日、渋谷街道の改修計画が京都府会に提出され、明治33年（1900年）12月に改修計画予算を可決。明治35年（1902年）4月3日に渋谷隧道（現・花山トンネル）の工事が開始され、明治36年（1903年）4月28日に完成。同年5月19日に渋谷隧道の開通式が行われた。渋谷街道の改修延長は1,025間（約1,863m）、うちトンネル区間は78間（約142m）、総工費4万円（当時）。
また、宇治郡山科町（現・山科区）側でも、里道だった東本願寺山科別院への参詣道が京都府道として整備され、醍醐街道と接続した。その後、大正13年（1924年）から大正15年（1926年）にかけて東へ延長工事が行われ、音羽地域にあった「音羽池」（現・洛和会音羽病院）付近で奈良街道（現・京都府道35号大津淀線）と合流した。
昭和39年（1964年）に東山トンネル（下り）が、昭和40年（1965年）3月に東山トンネル（上り）が花山トンネルの南側を通って敷設され、昭和42年（1967年）に五条バイパスが全通すると、花山トンネルは歩行者用トンネルとなった。現在は、京都側、山科側ともに国道1号の混雑を回避するための抜け道として利用されている。

## 道のり
現在の渋谷街道に相当する京都府道116号渋谷山科停車場線は、東大路通（馬町交差点）から始まるが、渋谷街道の京都側の起点はそれよりも西の本町通（伏見街道）となっている。なお、認定路線としての京都市道「渋谷通」は、山科区上花山旭山町（花山トンネル西口）から東山区本町二丁目の本町通（伏見街道）交点までと、起点と終点が逆に指定されている。
馬町は、六波羅探題が栄えた頃、駿馬があり鎌倉に送るためにこの地に繋留したところ、大勢の人が見に来たことから馬町と称されるようになったと伝えられる。また、馬町は太平洋戦争の京都空襲で最初に空襲被害を受けた地域である。
現在の渋谷街道は、上馬町・清閑寺池田町を経て、東山トンネルの手前で国道1号五条バイパスに合流する。この東山トンネルの北側にある人道トンネルが渋谷街道の花山トンネル（花山洞）である。合流地点の山科寄り（東山区今熊野阿弥陀ケ峯町）には「渋谷街道」の道標が建っている。渋谷街道から五条バイパスへの右折はできないが、路線としては合流地点から東山トンネル（上り）西口の手前までの区間を五条バイパスと重複し、花山トンネルを抜けて東山トンネル（上り）東口で再び五条バイパスと合流している。なお、花山トンネルとその前後の区間は、五条バイパスによる分断区間を除いて唯一、車両通行不能区間となっている（軽車両を除く）。
また、山科区側では上花山花ノ岡町付近で五条バイパスから分岐して、北花山西ノ野町のつづら折りを抜けて東進し、大石道（京都市道185号勧修寺日ノ岡線：北花山交差点）、川田道（渋谷川田道交差点）、西野道（渋谷西野道交差点）、醍醐街道（京都府道117号小野山科停車場線：渋谷醍醐道交差点）を経て、音羽池（現・洛和会音羽病院）付近で奈良街道（京都府道35号大津淀線）に至る。なお、五条バイパスの開通に伴い、山科区音羽八ノ坪と東山区清閑寺山ノ内町の2か所で渋谷街道が分断されたため、分断区間を車両で往来することは不可能である。
旧渋谷街道は、安祥寺川（現・旧安祥寺川）の東にある三叉路で北寄りに進路を変え、厨子奥本通り、竹鼻地域の「だんじょの水」を経て、四ノ宮で旧東海道（旧三条街道=現・京都市道山科北通）に合流していた。三条街道との合流点（山科区竹鼻西ノ口町）には昭和63年（1988年）に「三条大橋・旧渋谷道」の道標が建てられている。また、途中で分岐して、五条別れでも旧東海道（旧三条街道）に合流していた。旧東海道（旧三条街道）との合流点（山科区御陵中内町）には「五条別れ」の道標が建っており、京都市登録史跡に登録されている。

## 都市計画道路
昭和2年（1927年）2月1日に都市計画道路として二等大路第三類第四號線（路線名は「II・III・4 渋谷越」）が指定された。「下京區淸閑寺山ノ内町二十一番地ノ一ヨリ同區大佛馬町伏見街道五丁目常盤町四百五十七番地ニ至ルノ路線」で、昭和8年（1933年）3月30日に、起点「東山區淸閑寺山ノ内町」、終点「同區大佛馬町伏見街道五丁目常盤町」に改定された後、32万5828円（当時）の事業費で、昭和10年（1935年）2月に完成した。現在も都市計画道路「II・III・4 渋谷越」として市域延長1,175m、代表幅員11mの道路が指定されている。
また、山科側も昭和13年（1938年）3月31日に都市計画道路として路線名「II・III・54 渋谷通」が指定された。起点「東山區淸閑寺山ノ内町」、終点「東山區山科、竹鼻竹ノ街道町」、主ナル経由地「山科北花山旭山町」、幅員11mの路線で、但し書きで「但シ山科北花山旭山町隧道部分ノ幅員ハ六「メートル」トシ竹鼻堂ノ前町ヨリ終點ニ至ル區間ノ幅員ハ十五「メートル」トス」とされ、現在の京都府道116号渋谷山科停車場線に該当する路線だった。
第二次世界大戦後に「京都都市計画街路」が大きく見直され、昭和36年（1961年）8月16日に最終改定された「II・III・54 渋谷通」は、計画延長3.00km、代表幅員11mの道路で、山科区を東西に走る現道の南寄りに直線状に結ぶ道路して計画されていたが、平成20年（2008年）度からの都市計画道路網の見直しにより、平成23年（2011年）4月22日に廃止されている。なお、外環渋谷交差点から渋谷西野道交差点までの区間（区間番号196_2、同196_3、同196_4）については現道の拡幅区間で、計画幅員11mには満たないものの、1.5車線～2車線の道路として整備されている。